# 同盟國軍事佔領德國
同盟國軍事佔領德國是指1945年6月5日盟军政府接管德國最高權威，並宣告德國无条件投降后，被盟军分别军事佔领的德国。盟军将德国分为四个佔领区，分别归美、苏、英、法四國管制，并实施民主化、去军事化和去纳粹化。最初盟军曾计划通过盟国管制理事会统一对德国进行管理，但1946到1947年间美英法和苏联关系发生了破裂。1949年5月23日由美、英、法佔领区合併成立了德意志联邦共和国，即「西德」，同年10月7日苏联佔领区则成立德意志民主共和国，即「东德」。至此，盟军对德国的军事占领宣告结束，而德国则分裂成两个国家，在冷战中两德相互敌对，直到1989年柏林围墙倒下，一年后德国重新统一。

## 佔领军
| 国家                 | 佔领区域                                                                                        | 备註                                                            |
| -------------------- | ----------------------------------------------------------------------------------------------- | --------------------------------------------------------------- |
| 英国駐萊茵河英軍     | - 西柏林（分区佔领） - 汉堡 - 下萨克森 - 来自汉诺威 - 北莱茵-威斯特法伦 - 石勒苏益格-荷尔施泰因 | 1949年5月23日与法美佔领区合併成立德意志联邦共和国。             |
| 法國駐德佔領區法軍   | - 西柏林（分区佔领） - 符騰堡-霍亨索倫 - 莱茵兰-普法尔茨 - 南巴登 - 萨尔                        | 1949年5月23日与英美佔领区合併成立德意志联邦共和国。             |
| 美国                 | - 西柏林（分区佔领） - 不来梅 - 符腾堡-巴登 - 巴伐利亚 - 黑森 - 来自大黑森                      | 1949年5月23日与英法佔领区合併成立德意志联邦共和国。             |
| 苏联駐德國占領區集群 | - 东柏林（分区佔领） - 勃兰登堡 - 梅克伦堡 - 萨克森 - 萨克森-安哈尔特 - 图林根                  | 为与英法美抗衡，苏联佔领区于1949年10月7日成立德意志民主共和国。 |

1945年7月一群在柏林布蘭登堡門前的英軍士兵
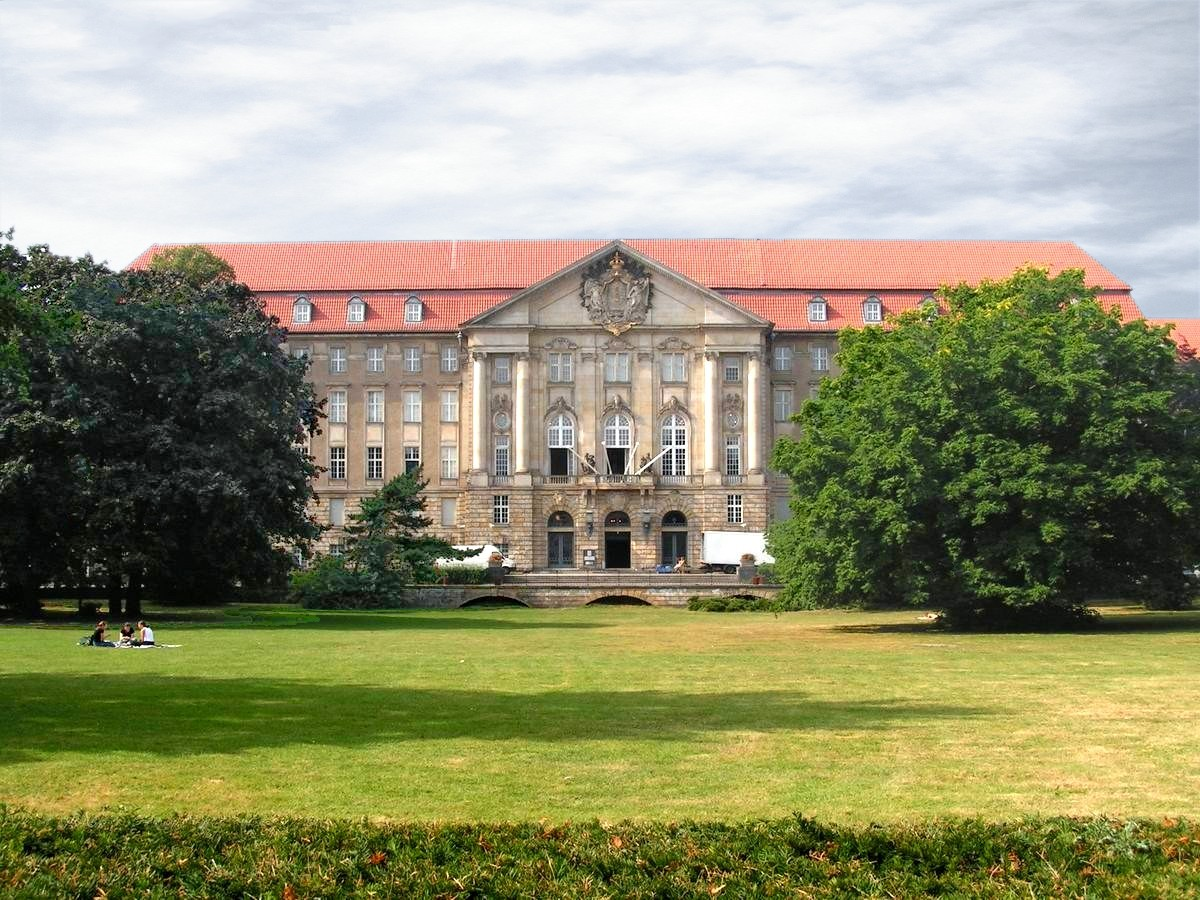
位於舍讷贝格的盟国管制理事会總部
在英国占领区注册的船舶使用的旗帜
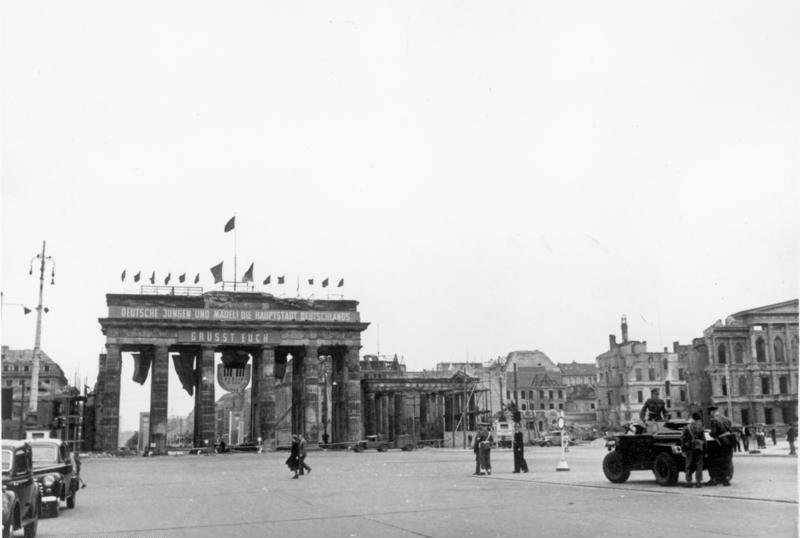
英国装甲车，在柏林勃兰登堡门，1950年
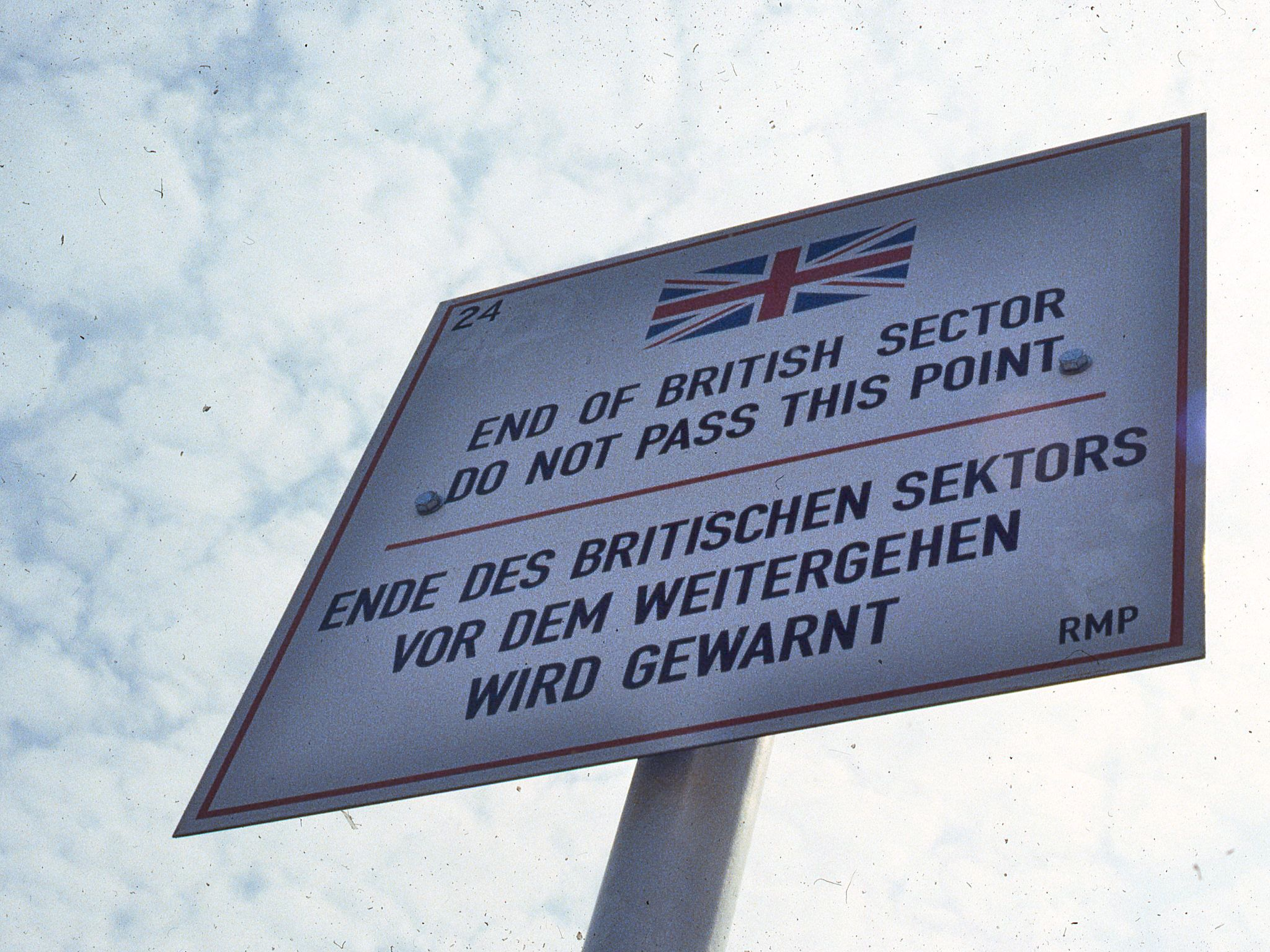
1984年在柏林划定英国占领区的路标
柏林的四个占领区

## 纽伦堡审判
1945年8月8日，第二次世界大战结束之际，美、苏、英、法四国政府在伦敦正式签署了关于控诉和惩罚欧洲轴心国主要战犯的协议，并通过了著名的《国际军事法庭宪章》并成立纽伦堡国际军事法庭。同时，控方还起诉了德国国家社会主义工人党政治领袖集团等六个组织，以达到彻底去纳粹化的轉型正義目的。
1945年11月20日，纽伦堡国际军事法庭正式开庭。1946年9月30日，法官宣读了长达250页的判决书，公佈了对被告人以及各组织的判决，共有12名被告判处绞刑、3名被告判处无期徒刑、2名被告判处20年有期徒刑、1名被告判处15年有期徒刑、1名被告判处10年有期徒刑、3名被告获判无罪。
納粹黨、帝国保安部及党卫队宣判为犯罪组织。
希特勒内阁、衝锋队、参谋部和国防军最高统帅部宣判为无罪组织。

## 改革
根据波茨坦协定，在德国和奥地利境内进行剷除纳粹主义在社会、文化、出版、经济、司法和政治方面的影响。二战后的欧洲大部分，特别是德国都变成了废墟。盟军决定在德奥实施三项政策，分别为民主化、非军事化和非纳粹化。